# Mjadzjel rajon
Mjadzjel rajon (hviderussisk: Мядзельскі раён, russisk: Мя́дельский район) — er en forvaltningsenhed i den nordvestligste ende af Minsk voblast. Dens forvaltningssæde er byen Mjadzjel. Kommunen rummer i alt 310 bebyggelser. Fire af de vigtigste søer i Hviderusland ligger i rajonen: Naratj (den største på 79,2 km²), Svir, Mjadel og Mjastro.

## Naturgeografi

### Landskabsrelief
Territoriet er på 1 968 km² (7. plads af landets rajoner). Afstanden fra vest mod øst er 75 km, og fra nord mod syd er den 43 km. Relieffet er forholdsvist fladt med en generel hældning fra nordøst mod sydvest. Rajonen ligger på grænsen af Naratj-Villia-sænkningen.

### Vandsystem
Rajonen gennemstrømmes af floderne Stratja, Bolsjoj Perekop, Naratj, Uzljanka (en del af Villia-bækkenet), Mjadzjelka (en del af Dzisna-bækkenet).
Søer udgør 7,48% af rajonens areal. De største af dem — Naratj, Mjastro, Batorina, Svir og Blednaje — udgør tilsammen Naratj-søgruppen. Største sø er Naratj med en samlet kyststrækning på 80 km. Desuden ligger der andre søsystemer i rajonen, herunder Mjadzjel og Bolduk.
Cirka 43% af rajonens areal udgøres af skov, hvoraf de tætteste massiver forefindes i sydvest og nordvest.

## Historie
Rajonen blev dannet den 15. januar 1940. Fra 20. januar 1960 har den indgået i Minsk Voblast.

## Økonomi
I Mjadzjel rajon forefindes de mineralske ressourcer tørv, som graves fra Gaby-mosen, og der opgraves ligeledes grus, byggesand og ler.
Transportsystemet omfatter jernbanelinien mellem Maladzjetjna og Polotsk, landevejene mellem Vilnius og Polotsk og mellem Naratj og Minsk.
Der er nogen industri, herunder mejeri, fiskekonserves, drikkevarer, autoindustri (vedligeholdelse).
Mjadzjel rajon er specialiseret i produktion af kød, mejeriprodukter, korn, hør og kartofler.
I rajonens sydvestlige hjørne er et atomkraftværk under opførelse (observeret 11. oktober 2015).

## Befolkning
Pr. 1. januar 2015 er indbyggertallet i Mjadzjel rajon på 26.890. Den etniske sammensætning var:
- hviderussere — 93,71 %,
- russere — 4,02 %,
- polakker — 1,09 %,
- andre — 1,18 %

Modersmålene er hviderussisk med 89,19 % og russisk 9,78 %; hvis man regner med, hvilket sprog, der tales hjemme, er fordelingen 75,68 % til hviderussisk og 22,58 % til russisk.
Såvel katolicisme som kristen ortodoksi er repræsenteret i området, og der er otte stensatte katolske kirker, de fleste fra 1600-1700-årene, herunder tiden hvor området lå under den polsk-litauiske realunion.